# Tomo Vukšić
Tomo Vukšić (Studenci, 9 de janeiro de 1954) é um teólogo e prelado da Igreja Católica da Bósnia e Herzegovina que foi nomeado arcebispo de Vrhbosna em janeiro de 2022, depois de servir dois anos como arcebispo coadjutor. Ele também é o administrador apostólico do Ordinariato Militar da Bósnia e Herzegovina desde 2020.

## Biografia
Tomo Vukšić nasceu em 9 de janeiro de 1954 em Studenci, cantão da Herzegovina Ocidental e diocese de Mostar-Duvno, na então República Socialista da Bósnia e Herzegovina. Depois de frequentar a escola primária em sua cidade natal de 1961 a 1965, mudou-se para a vizinha Ljubuški, continuando seus estudos até 1969. Nesse ano, mudou-se para Zagreb, na Croácia, para cursar o ensino médio, graduando-se em 1973.
Sentindo amadurecida sua vocação ao sacerdócio, matriculou-se no Seminário Teológico e no Colégio Teológico de Sarajevo, que mais tarde se juntou à Faculdade de Teologia Católica da Universidade de Sarajevo; de 1977 a 1978 prestou serviço militar obrigatório em Subotica e Zrenjanin. Foi ordenado diácono em 3 de dezembro de 1979, por Monsenhor Marko Jozinović, Arcebispo Metropolitano de Sarajevo. Recebeu a ordenação sacerdotal em 29 de junho de 1980, aos vinte e seis anos, em sua cidade natal, Studenci, por imposição das mãos de Monsenhor Petar Čule, bispo de Mostar-Duvno; foi incardinado como presbítero da mesma diocese.

## Ministério Sacerdotal
Pouco depois de sua ordenação, recebeu seu primeiro encargo pastoral, como vigário paroquial da recém-concluída Catedral de Santa Maria Mãe de Deus em Mostar; ao mesmo tempo, começou a cooperar com o recém-fundado mensal diocesano, Crkva na kamenu, mantendo ambos os cargos até 1982.
Naquele ano, seu bispo, Monsenhor Pavao Žanić, o enviou a Roma para uma estada de estudos, como bolsista da Congregação para a Evangelização dos Povos, residente no Pontifício Colégio Missionário de São Paulo Apóstolo. Em 1984 obteve uma licença em Teologia Ecumênica no Pontifício Instituto Oriental, com uma tese intitulada "Diferenças entre o Oriente ortodoxo e o Ocidente católico do ponto de vista balcânico (1896-1902)"; depois, frequentou por dois anos a Pontifícia Universidade Urbaniana, obtendo uma licença em direito canônico em 1986, com a tese "Communicatio in sacris" (comunhão em orações e sacramentos) na nova legislação canônica".
Retornando à sua pátria, tornou-se secretário pessoal de Monsenhor Žanić, permanecendo na diocese até 1988. Nesse ano, voltou novamente à Cidade Eterna, residindo desta vez no Pontifício Colégio Croata de San Girolamo; aqui, em 1991, obteve um doutorado de pesquisa do Pontifício Instituto Oriental, com um texto intitulado "Relações entre ortodoxos e católicos na Bósnia e Herzegovina de 1878 a 1903. Estudo teológico e histórico".
Novamente na Bósnia e Herzegovina, até 1994 foi chefe do Instituto Teológico de Mostar, e depois professor no Instituto Teológico de Dubrovnik de 1992 a 1997. Em 1993 tornou-se vice-diretor do seminário maior de Sarajevo, papel desempenhado até 1998, ocupando também o cargo de vigário judicial de Mostar-Duvno de 1995 a 2009. Outros papéis importantes desempenhados pelo padre Vukšić foram o de diretor da agência de notícias católica da Conferência Episcopal da Bósnia e Herzegovina, entre 1998 e 2005, e que de membro da Comissão Mista para a implementação do acordo básico entre a Santa Sé e a Bósnia e Herzegovina em 2010. Desde 2005 leciona na Faculdade de Teologia Católica da Universidade de Zagreb. Em 2009 tornou-se vigário geral de Mostar-Duvno.

## Ministério Episcopal

### Ordinário Militar

Brasão Militar Ordinário para a Bósnia e Herzegovina

Em 1.º de fevereiro de 2011, com a promulgação da constituição apostólica Magni aestimamus e na implementação do tratado entre a Santa Sé e o governo bósnio, o Papa Bento XVI erigiu o ordinariato militar na Bósnia e Herzegovina; ao mesmo tempo, nomeou o padre Vukšić, como primeiro ordinário militar . Como lema episcopal, o novo bispo escolheu Mir vam svoj dajem, que traduzido significa "Dou-vos a minha paz" (Jo 14,27).
Em entrevista, logo após sua nomeação, afirmou: "Não vejo isso como uma" cruz ", mas apenas como uma nova forma, ou seja, a continuação do serviço sacerdotal com o povo de uma nova forma, desta vez em particular com os fiéis católicos das Forças Armadas". Quanto às suas intenções, prosseguiu afirmando que o seu primeiro passo consistirá numa série de visitas a cada sacerdote que trabalha na pastoral militar, para rezar e conhecer melhor esta nova realidade.
Recebeu a consagração episcopal no dia 2 de abril seguinte, na Catedral de Santa Maria Mãe de Deus em Mostar, por imposição das mãos do Cardeal Vinko Puljić, Arcebispo Metropolitano de Sarajevo, assistido pelos co-consagradores Monsenhor Ratko Perić, Bispo de Mostar-Duvno e Franjo Komarica, bispo de Banja Luka. A cerimônia solene contou com a presença de 25 bispos, mais de 250 sacerdotes da Bósnia e Herzegovina, Croácia, Sérvia, Montenegro, Macedônia e Áustria, uma delegação de dez membros da Igreja Ortodoxa Sérvia e, claro, numerosos fiéis. Em seu discurso, Dom Vukšić afirmou seu desejo de que tudo fosse para a glória de Deus, ao serviço do bem de todos e para o benefício espiritual dos fiéis .
Em 27 de outubro de 2012, o Papa Bento XVI o nomeou membro do Pontifício Conselho para o Diálogo Inter-Religioso, presidido pelo Cardeal Jean-Louis Pierre Tauran, por um mandato renovável de cinco anos . De 13 a 15 de março de 2015, participou no encontro dos presidentes das comissões doutrinais das Conferências Episcopais Europeias em Esztergom . No dia 16 de março seguinte, junto com outros membros do episcopado bósnio, foi ao Vaticano para a visita ad limina apostolorum, encontrando-se com o Papa Francisco para discutir a situação e os problemas relativos à sua área pastoral . Eleito para este cargo pela Conferência Episcopal da Bósnia-Herzegovina, participou na XIV Assembleia Geral Ordinária do Sínodo dos Bispos, com o tema A vocação e missão da família na Igreja e no mundo contemporâneo, realizado de 4 a 25 de outubro de 2015 na Cidade do Vaticano .
No contexto da Conferência Episcopal da Bósnia e Herzegovina, em 20 de março de 2015 foi eleito vice-presidente, enquanto a presidência foi atribuída pela terceira vez ao Cardeal Puljić, durante a mesma assembleia.

### Arcebispo de Sarajevo
Em 22 de janeiro de 2020, o Papa Francisco o nomeou arcebispo coadjutor de Sarajevo  permanecendo administrador apostólico do ordinariato militar até a nomeação de um sucessor.
No dia 26 de fevereiro seguinte encontrou-se com o Pontífice que, segundo ele mesmo, o saudou com as palavras "Estou feliz por vê-lo novamente!", e continuando a dizer que "não é uma situação fácil para você e para o Igreja, você está fazendo todo o possível para impedir a saída dos croatas”, referindo-se ao processo de descristianização do país .
A sua nomeação insere-se no difícil contexto da Pandemia de COVID-19; juntamente com o Cardeal Puljić, publicou uma mensagem dirigida aos sacerdotes e fiéis, declarando que ainda está espiritualmente ligado à população e reiterando a importância de seguir as orientações dos médicos e do governo em relação ao vírus  Em outro comunicado de imprensa, o cardeal e seu coadjutor também deram a conhecer as diretrizes para a realização dos ritos da Semana Santa 2020, que incluem a ausência dos fiéis para evitar reuniões perigosas , conforme já aprovado pela Congregação para o culto divino e a disciplina dos sacramentos no dia 25 de março anterior .
Em 29 de janeiro de 2022, tornou-se arcebispo metropolitano de Sarajevo, sucedendo ao cardeal Vinko Puljić, que renunciou devido ao limite de idade .
Além de sua língua nativa, Monsenhor Vukšić é fluente em italiano, alemão e francês. É autor de numerosas e respeitadas publicações sobre teologia, direito canônico, história da Igreja e questões contemporâneas .